# Хејвард (Минесота)
Хејвард (енгл. Hayward) град је у америчкој савезној држави Минесота.

## Демографија
По попису из 2010. године број становника је 250, што је 1 (0,4%) становника више него 2000. године.
| Група             | 2000.       | 2010.       |
| Белци             | 238 (95,6%) | 241 (96,4%) |
| Афроамериканци    | 0 (0,0%)    | 0 (0,0%)    |
| Азијати           | 0 (0,0%)    | 4 (1,6%)    |
| Хиспаноамериканци | 10 (4,0%)   | 5 (2,0%)    |
| Укупно            | 249         | 250         |